# マブ (衛星)
マブ (Uranus XXVI Mab) は、天王星の第26衛星である。

## 発見と命名
2003年8月25日に、ハッブル宇宙望遠鏡を用いてMark R. Showalter と Jack J. Lissauer によって発見された。発見は同年9月25日にキューピッドの発見と合わせて国際天文学連合のサーキュラーで公表され、S/2003 U 1 という仮符号が与えられた。その後2005年12月29日に、ウィリアム・シェイクスピアの戯曲『ロミオとジュリエット』に伝説上の女王として名前が登場する妖精「マブ」に因んで命名され、Uranus XXVI という確定番号が与えられた。
マブは小さく暗い衛星であるため、ボイジャー2号が1986年に天王星をフライバイした際に撮影された画像の中からは、細かく探査しても発見することが出来なかった。しかし、ボイジャー2号の画像中で当初は見逃されており、10年以上後の1997年に精査の結果発見されたペルディータよりもマブの方が明るかった。そのため科学者が再びボイジャー2号がかつて撮影した画像を調査した所、マブも写っていることが判明した。

## 物理的特徴
マブの正確な大きさはまだ判明していない。もしこの衛星がパックと同じくらい暗い表面を持つ場合、直径はおよそ 24 km と推定される。一方ですぐ外側のミランダと同じくらい明るい表面を持つ場合は推定直径はより小さくなり、キューピッドやその他の小さい外部衛星と同程度のサイズになると推定される。

## 軌道および環との関係
マブの軌道は大きな摂動を受けている。この摂動を引き起こしている天体が何かは未だに明らかになっていないが、ベリンダなどの別の衛星、あるいは近傍の複数の衛星が原因だろうと考えられる。
マブの軌道は、2003年に発見された天王星の環の一つであるμ環 (R/2003 U 1 という仮符号で呼ばれていたもの) と同じ距離にある。この衛星は環の成分となるダストを生成するのに適したサイズに近い。大きく重い衛星の場合は発生したダストは再び衛星の表面に戻ってしまい、小さい衛星の場合は環の粒子や微小隕石の衝突によってダストを生成するには表面積が小さい。そのため環の材料となるダストを生成し供給するには、中間的なサイズの天体が適している。ペルディータやキューピッドに伴った環は発見されておらず、これはこの2つの衛星から生成されたダストの寿命がベリンダによって制限を受けているからだと考えられる。